# رادو مانتون
رادو مانتون (بالرومانية: Radu Muntean)‏ (و. 1971  م) هو مخرج أفلام، وكاتب سيناريو روماني، ولد في بوخارست.

## وصلات خارجية
- رادو مانتون على موقع IMDb (الإنجليزية)
- رادو مانتون على موقع قاعدة بيانات الأفلام العربية
- رادو مانتون على موقع ألو سيني (الفرنسية)
- رادو مانتون على موقع أول موفي (الإنجليزية)
- رادو مانتون على موقع قاعدة بيانات الأفلام السويدية (السويدية)
- رادو مانتون على موقع قاعدة بيانات الفيلم (الإنجليزية)
- رادو مانتون على موقع كينوبويسك (الروسية)